# Josemar Makiavala
Josemar Makiavala (Waku-Kungo, 27 maart 1991) is een voormalig Angolees-Nederlands profvoetballer die bij voorkeur als aanvaller speelde.
Makiavala voetbalde in de jeugd van RKSV Nuenen. PSV nam hem in 2003 op in de jeugdopleiding welke hij doorliep tot 2011 maar een debuut in het eerste elftal bleef uit. Makiavala maakte op 5 augustus 2011 alsnog zijn debuut in het betaald voetbal toen hij het met FC Eindhoven opnam tegen FC Emmen, een wedstrijd in de Eerste divisie. Die wedstrijd scoorde hij ook zijn eerste doelpunt in het betaald voetbal.
Hij sloot zich in januari 2015 op amateurbasis aan bij RKC Waalwijk, dat hem transfervrij inlijfde na zijn vertrek bij FC Eindhoven. In de zomer van dat jaar liet hij RKC achter zich. In de zomer van 2015 vervolgde hij zijn carrière in zijn geboorteland bij CD Primeiro de Agosto. In januari 2017 ging hij voor SV TEC in de tweede divisie spelen. Medio 2018 ging hij in België voor KFC Lille spelen, maar sinds 2019 komt hij uit voor VV De Valk uit Valkenswaard.

## Carrière
| Seizoen | Club                  | Wedstrijden | Doelpunten | Competitie     |
| ------- | --------------------- | ----------- | ---------- | -------------- |
| 2011/12 | FC Eindhoven          | 14          | 4          | Eerste divisie |
| 2012/13 | FC Eindhoven          | -           | -          | Eerste divisie |
| 2013/14 | FC Eindhoven          | 18          | 5          | Eerste divisie |
| 2014/15 | RKC Waalwijk          | 8           | 0          | Eerste divisie |
| 2015/16 | CD Primeiro de Agosto |             |            | Girabola       |
| Totaal  |                       | 40          | 9          |                |